# Holcopasites haematurus
Holcopasites haematurus är en biart som beskrevs av Cockerell och Hicks 1926. Holcopasites haematurus ingår i släktet Holcopasites och familjen långtungebin. Inga underarter finns listade i Catalogue of Life.